# نقيل الوادي (العدين)

تعديل مصدري - تعديل

نقيل الوادي محلة تابعة لقرية الزنجي، التابعة لعزلة العمارنة بمديرية العدين إحدى مديريات محافظة إب في الجمهورية اليمنية، بلغ تعداد سكانها 42 حسب تعداد اليمن لعام 2004.